# ヤマブキソウ
ヤマブキソウ（山吹草、学名：Hylomecon japonica）はケシ科ヤマブキソウ属の多年草。同科のクサノオウ属（Chelidonium）に分類される場合がある。

## 特徴
多年草で根茎がある。根出葉は奇数羽状複葉で長い葉柄がある。小葉は5-7個で、長さ1.5-5cm、幅1.2-3cmの広卵形または楕円形になり、先端はとがり、縁は切れ込みと細かい鋸歯がある。茎は高さ30-40cmになり、茎の上部に少数の茎葉がつき、小葉の数は1-5個、ふつう3個つく。
花期は4-6月。上部の葉腋に長さ4-6cmの花柄をもつ黄色い花を1-2個つける。緑色の萼片は長さ15-17mmで2個あり、開花直前に落ちる。花弁は4枚で長さ2-2.5cm。雄蕊は多数。花柱は短く、柱頭は2裂する。果実は蒴果で、径3mm、長さ3-5cmの線形になり、やや多数の種子が入る。
和名は花の色がヤマブキに似ることによる。

## 分布と生育環境
日本では、本州、四国、九州に分布し、山野の樹林地に群生する。世界では、中国に分布する。

## シノニム
- Chelidonium japonicum Thunb.
- Hylomecon vernalis Maxim.

## 下位分類
- ホソバヤマブキソウ Hylomecon japonica (Thunb.) Prantl et Kündig f. subintegra (Fedde) Okuyama -ヤマブキソウより小葉の幅が狭く、細鋸歯はそろう。
- セリバヤマブキソウ Hylomecon japonica (Thunb.) Prantl et Kündig f. dissecta (Franch. et Sav.) Okuyama -茎の上部の茎葉が深く羽状に裂け、裂片はさらに切れ込む。